# Laevicephalus curvus
Laevicephalus curvus är en insektsart som beskrevs av Knull 1954. Laevicephalus curvus ingår i släktet Laevicephalus och familjen dvärgstritar. Inga underarter finns listade i Catalogue of Life.